# 蒙通 (阿拉巴马州)
蒙通（英文：Mentone），是美国阿拉巴马州下属的一座城市。面积约为4.67平方英里（约合12.09平方公里）。根据2010年美国人口普查，该市有人口360人，人口密度为77.14/平方英里（约合29.78/平方公里）。